# Authie (Calvados)
Authie è un comune francese di 1 436 abitanti situato nel dipartimento del Calvados nella regione della Normandia.

## Società

### Evoluzione demografica
Abitanti censiti